# Eselwerder (Münden)

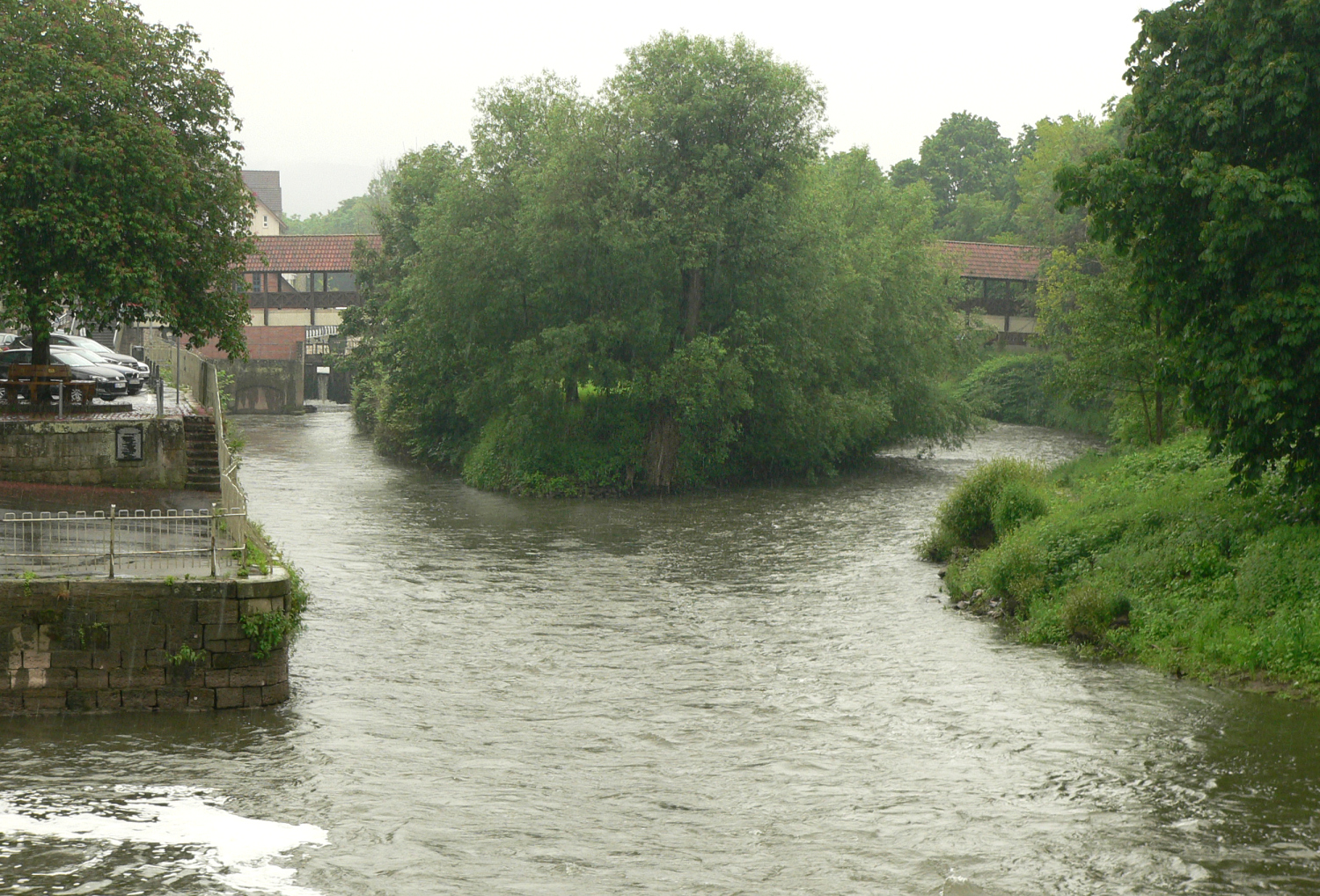
Die Nordspitze des Eselwerder mit der überdachten Mühlenbrücke (hinten), links die Schlagdspitze von Bremer und Wanfrieder Schlagd

Der Eselwerder ist eine kleine Flussinsel der Fulda am Rande der Innenstadt von Hann. Münden in Südniedersachsen. Über den Werder führt mittig die überdachte Mühlenbrücke als Verbindung zwischen der Innenstadt und dem Tanzwerder. Gegenüber dem Eselwerder befand sich stadtseitig über Jahrhunderte die Graumühle, die heute als Laufwasserkraftwerk weiter besteht.

## Lage und Beschreibung

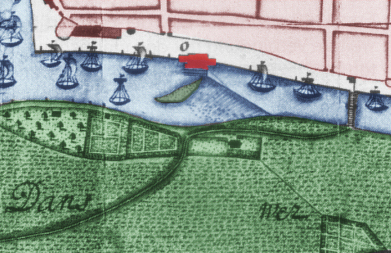
Historische Karte des Eselwerders von 1728 mit der Graumühle (rot) und dem Tanzwerder (grün)

Der etwa 0,2 Hektar große Eselwerder befindet sich in der Talaue des Zusammenflusses von Fulda und Werra. Ursprünglich war dort eine Sumpflandschaft, in der sich durch Flussanschwemmungen erhöhte Stellen, wie der Doktorwerder, der Blümer Werder und der Tanzwerder, gebildet haben.
Der Eselwerder hat eine Länge von etwa 100 Meter und eine Breite von etwa 25 Meter. Er ist nicht öffentlich zugänglich. Der Werder liegt in einem Flussarm der Fulda. Die Wasserrinne zur Innenstadt hin wurde bereits während des Mittelalters zum Mühlengraben der Graumühle ausgebaut. Die Graumühle staute das Wasser dieses Nebenarms und betrieb dadurch ihr Mühlrad.
Die Benennung des Eselwerders beruht darauf, dass früher dort die Esel der Graumühle untergebracht waren. Esel waren wichtige Helfer des Müllers, mit deren Hilfe er Getreide von Mahlgästen abholte und ihnen Mehl zurückbrachte. Zu den damaligen Mühlen gehörten jeweils etwa 8 bis 12 Esel.
Im 20. Jahrhundert gab es Pläne, den Mühlengraben zuzuschütten und den Eselwerder an die Innenstadt anzubinden. Dadurch wäre die 1979 neu erbaute und rund 76 Meter lange Mühlenbrücke zum Tanzwerder hin kürzer ausgefallen. Aus wasserbautechnischen Gründen wurde darauf verzichtet.

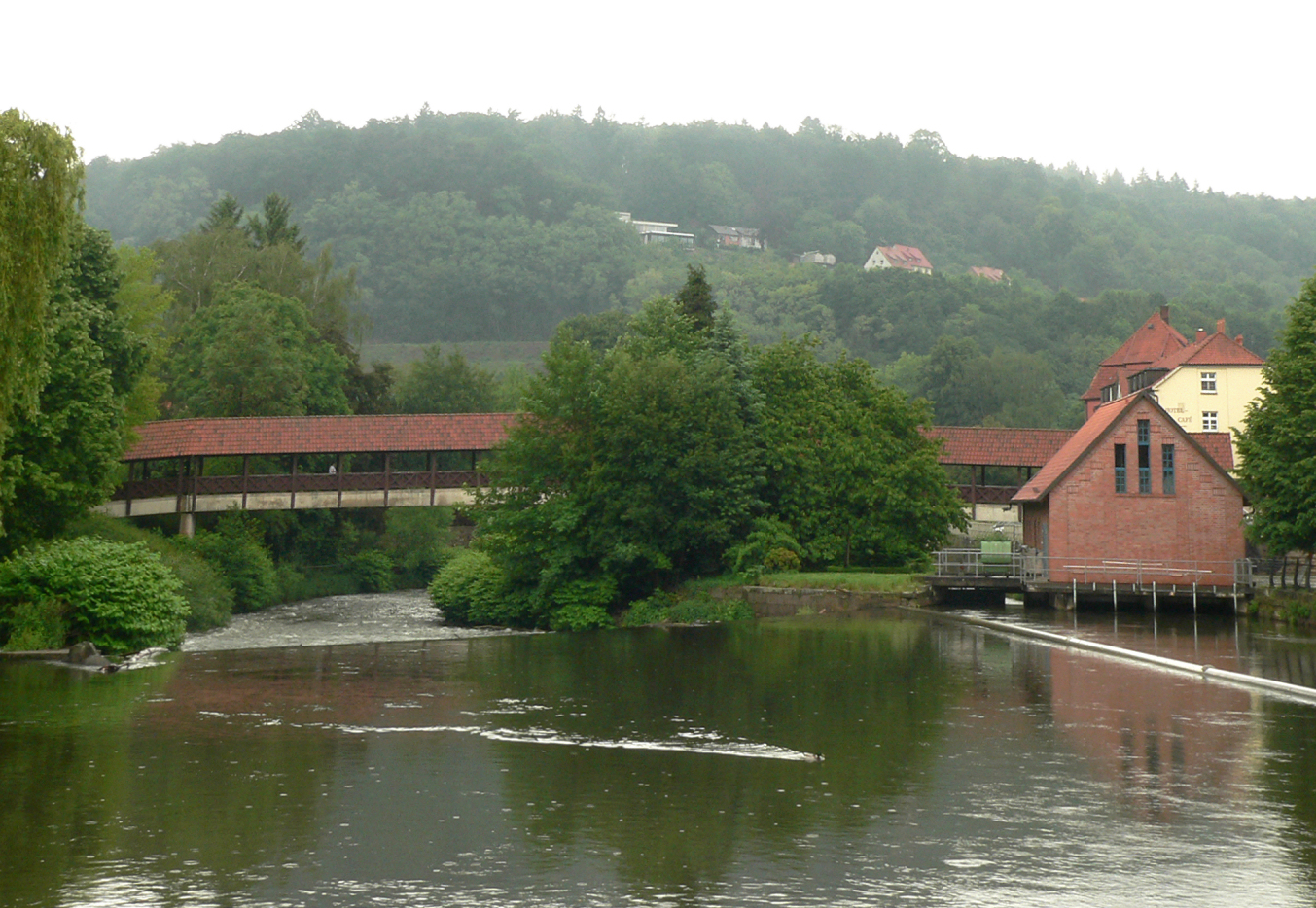
Südspitze des Eselwerder, rechts das Laufwasserkraftwerk an der Stelle der früheren Graumühle
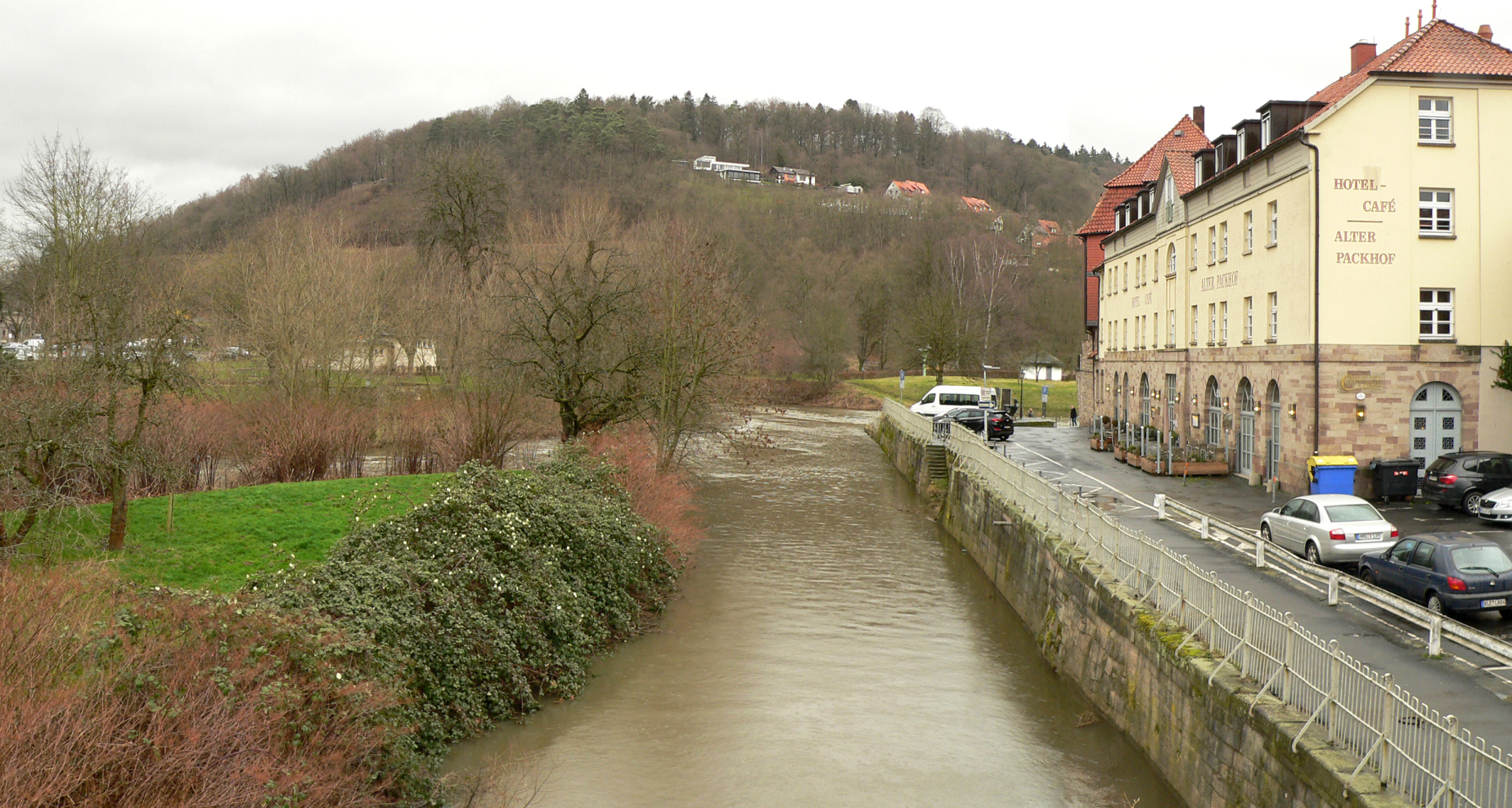
Nordspitze des Eselwerder, im Hintergrund der Questenberg, rechts der Alte Packhof
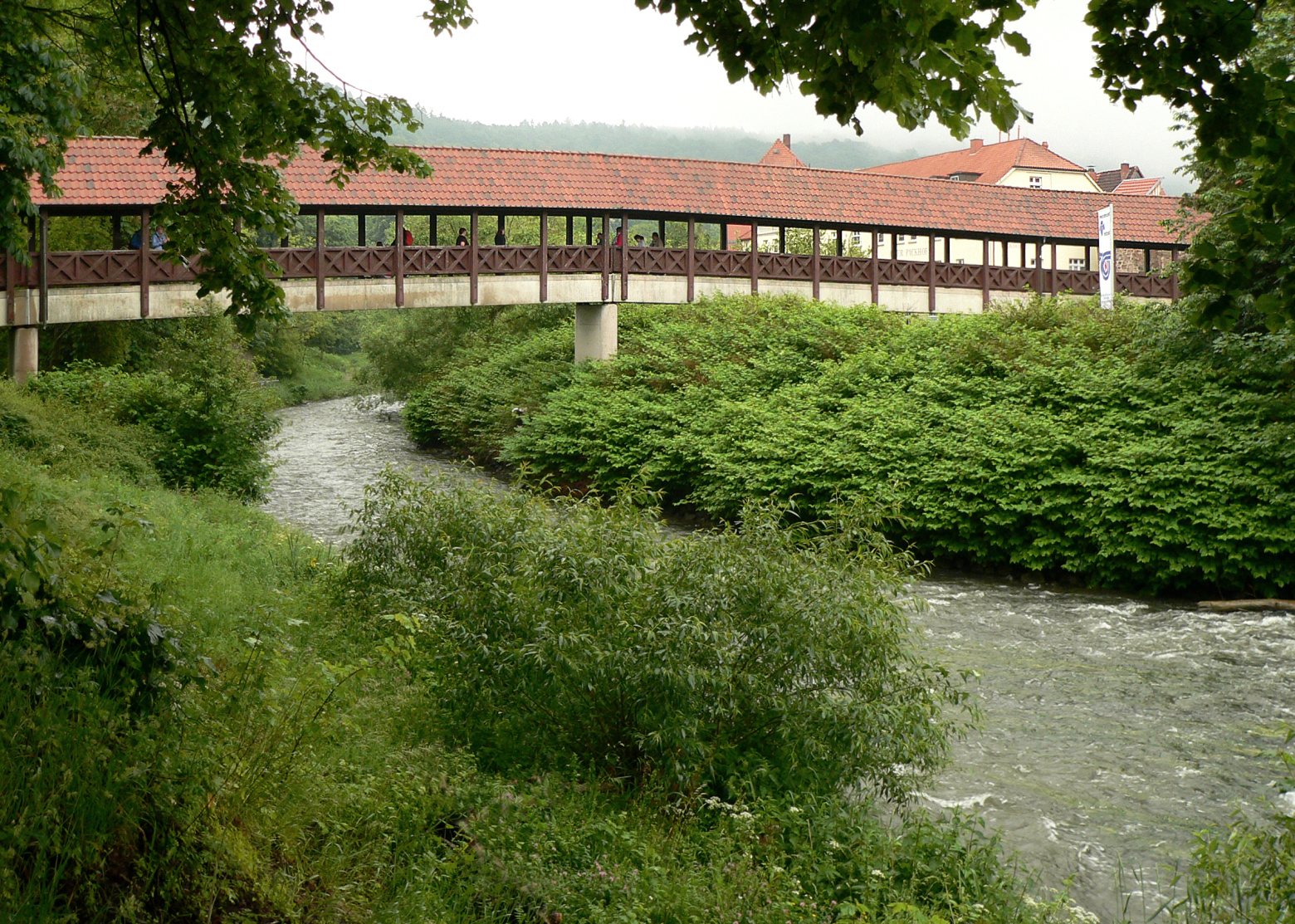
Mühlenbrücke über einen Fuldaarm und den Eselwerder, rechts